# Dead Man Walking (Oper)
Dead Man Walking ist eine Oper in zwei Akten von Jake Heggie (Musik) mit einem Libretto von Terrence McNally. Sie wurde erstmals am 7. Oktober 2000 im War Memorial Opera House der San Francisco Opera aufgeführt.

## Handlung
Die Oper spielt Anfang der 1980er Jahre in Louisiana.

### Prolog
Eine warme Nacht an einem See im Wald. Aus einem Autoradio erklingt das Rock-’n’-Roll-Lied „Watching you, every day“. Ein junges Liebespaar genießt seine Zweisamkeit. Unbemerkt von ihnen schleichen sich die Brüder Joseph und Anthony De Rocher heran, überwältigen die jungen Leute und vergewaltigen das Mädchen. Anthony erschießt den Jungen mit einem einzigen Kopfschuss. Als das Mädchen zu schreien anfängt, greift Joseph nach einem Messer und erdolcht sie.

### Erster Akt
Szene 1. Hope House
Sister (Schwester) Helen kümmert sich um die Kinder armer Familien und studiert mit ihnen das Kirchenlied „He will gather us around“ ein. Ihre Kollegin Rose begleitet sie am Klavier. Helen erscheint unkonzentriert und überspringt versehentlich einen Vers. Unterdessen sind die Schwestern Lillianne und Catherine mit einigen Müttern hereingekommen. Sie stimmen in den Gesang ein. Als Rose Helen nach dem Grund für ihre Nachdenklichkeit fragt, antwortet sie, dass der verurteilte Mörder, mit dem sie bisher brieflich kommuniziert hatte, um ein persönliches Treffen gebeten hat. Sie betrachtet alle Menschen ohne Ausnahme als Kinder Gottes und kann ihm den Wunsch nicht abschlagen. Ihre Fahrt zum Gefängnis wird drei Stunden dauern. Rose mahnt zur Vorsicht.
Szene 2. Fahrt zum Angola State Prison
Während ihrer Fahrt grübelt Helen über ihr Leben und ihre Entscheidung, Nonne zu werden, nach. Sie kommt an einem Anhalter vorbei, hält aber nicht an, obwohl er dasselbe Ziel wie sie hat. Ganz in Gedanken über ihre seltsame Beziehung zu dem Mörder versunken, achtet sie nicht auf ihre Geschwindigkeit und wird von einem Motorrad-Polizisten angehalten. Da sie die erste Nonne ist, der dieser einen Strafzettel geben muss, lässt er Gnade vor Recht walten. Helen will es ihm mit einem Gebet für seine Mutter danken. Bei ihrer Ankunft am Gefängnis bittet sie Jesus um Kraft, Weisheit und Menschlichkeit.
Szene 3. Außerhalb des Gefängnisses
Der Gefängnisgeistliche, Father (Vater) Grenville, begrüßt Helen. Als sie sich über die Hitze im Auto beklagt, macht er einen Witz über die Erfindung der Klimaanlage – für ihn der Beginn des dritten Zeitalters. Auf dem Weg zu seinem Büro kommen sie an einigen Gefangenen vorbei, die auf grobe Weise Basketball spielen.
Szene 4. Father Grenvilles Büro
Grenville rät Helen, ihr Vorhaben aufzugeben. Joseph habe sich bisher vollkommen unzugänglich gezeigt, beharre auf seiner Unschuld, lüge und beleidige seine Gesprächspartner. Helen lässt sich jedoch nicht abschrecken. Der Gefängnisaufseher George Benton kommt mit zwei Wachleuten, um sie zu Joseph zu bringen. Ihm bekennt sie, dass sie nicht an den Sinn der Todesstrafe glaubt.
Szene 5. Der Gang durch den Todestrakt
Als Helen und die Wachen an den Zellen der Todeskandidaten vorbeikommen, öffnen und schließen sich die teilweise automatisierten metallenen Tore lautstark. Die Gefangenen selbst unterscheiden sich deutlich voneinander. Einige machen obszöne Bemerkungen, andere bitten um Respekt für die Besucherin. Helen ist erschüttert. Der Aufseher teilt ihr mit, dass hier zweihundert Männer auf ihren Tod warten. Er werde sich nie daran gewöhnen können.
Szene 6. Besucherraum des Todestrakts
Der Raum ist bis auf zwei Stühle völlig leer. Während Helen wartet, singt sie für sich das Lied aus der ersten Szene. Joseph wird von zwei Wachen hereingeführt. Er begrüßt Helen freundlich und zündet sich mühsam eine Zigarette an. Anschließend bittet er sie um Unterstützung beim Begnadigungsausschuss, seiner letzten Chance. Er versichert ihr seine Unschuld. Sein Bruder habe beide Morde begangen, sei aber nur zu lebenslänglicher Haft verurteilt worden, da er einen besseren Anwalt hatte. Helen erklärt ihm, dass es nicht ihre Aufgabe sei, über seine Schuld zu urteilen. Sie wolle ihm jedoch helfen, seine Verantwortung vor sich selbst einzugestehen. Joseph gesteht ihr, dass er Angst vor der Hinrichtung habe. Bevor er von den Wachen weggeführt wird, bittet er Helen um geistlichen Beistand.
Szene 7. Anhörung vor dem Begnadigungsausschuss
Im Raum befindet sich ein Tisch mit einem Holzstuhl und einem Mikrofon. Helen steht an der Seite. Die Familien der Mordopfer sind ebenso anwesend wie Josephs Mutter mit ihren beiden jüngeren Söhnen, den Halbbrüdern Josephs. Letztere fühlt sich unsicher, liest dann aber am Mikrofon eine vorbereitete Rede über die schwierigen Lebensumstände Josephs vor, dessen Vater sie verlassen hatte, als er zwei Jahre alt war. Trotz all seiner Probleme habe Joseph sich gut um sie und seine Geschwister gekümmert. Owen Hart, der Vater des ermordeten Mädchens, unterbricht sie zornig, um an den brutalen Mord an seiner Tochter zu erinnern. Helen tritt zu Mrs De Rocher, um ihr Mut zu machen. Diese spricht nun direkt an den Ausschuss und fleht in freier Rede um Gnade für ihren Sohn, bis sie in Tränen ausbricht.
Szene 8. Parkplatz vor dem Gefängnis
Während alle auf die Entscheidung des Komitees warten, kümmert sich Helen um Josephs Familie. Auch ihre Kolleginnen Rose, Catherine und Lillianne sind eingetroffen. Die Eltern der Ermordeten, Kitty und Owen Hart sowie Jade und Howard Boucher, stehen mit feindseligen Blicken etwas abseits. Helen geht zu ihnen, um sich vorzustellen. Die vier sind aufgebracht über ihre Unterstützung des Mörders ihrer Kinder. Als Helen vorschlägt, gemeinsam zu beten, ziehen sich Jade und Howard empört zurück. Owen möchte von Helen wissen, ob sie wirklich glaube, dass Joseph das Recht habe, weiterzuleben. Helen bestätigt, dass sie glaube, dass Gott wolle, dass sie daran glaube. Da erscheint der Anwaltsgehilfe und berichtet mit knappen Worten, dass das Gnadengesuch abgelehnt wurde.
Szene 9. Besucherraum des Todestrakts
Helen spricht mit Joseph über die Ablehnung des Gesuchs. Sie schlägt vor, sich an den Gouverneur zu wenden – doch Joseph hat die Hoffnung verloren. Er hält sich für einen schlechten Menschen. Helen versucht vergeblich, ihn davon zu überzeugen, seine Schuld zuzugeben, damit er Vergebung erlangen könne. Der Aufseher und eine Wache holen Joseph ab. Helen geht in den Warteraum.
Szene 10. Der Warteraum
Im überhitzten Raum dröhnt ein Ventilator. Es gibt einen Getränkeautomaten. Helen bittet eine vorbeigehende Wache vergeblich um Wechselgeld. Sie setzt sich erschöpft auf eine Bank und wird von Halluzinationen geplagt. Darin erscheinen ihre Mitschwestern und die singenden Kinder, die bedrohlichen Gefängnisinsassen, der Motorradpolizist, Josephs Mutter, die Eltern der Ermordeten und Father Grenville, die wesentliche Aussagen der vorherigen Gespräche wiederholen. Helen sinkt zusammen. Der Wärter kehrt zurück, hilft ihr auf und teilt ihr mit, dass der Gouverneur das letzte Gnadengesuch Josephs abgewiesen habe. Joseph sei ein „toter Mann“. Die Stimmen aus Helens Traum erklingen immer lauter. Als der Wächter ihre Lage erkennt, gibt er ihr Kleingeld, mit dem sie sich eine Cola zieht. Die Flasche fällt krachend aus dem Schacht des Automaten. Helen bricht vollends zusammen.

### Zweiter Akt
Szene 1. Josephs Zelle
Nach einem kurzen Vorspiel erklingt aus einem Kassettenspieler das Rock-’n’-Roll-Lied vom Beginn der Oper zusammen mit dem lauten Zählen Josephs – er macht Liegestütze. Der Aufseher Benton unterbricht ihn mit der Nachricht, dass seine Hinrichtung für Mitternacht am 4. August festgelegt wurde. Nachdem Benton wieder gegangen ist, überlässt sich Joseph seinen Gedanken – der 4. August ist der Geburtstag seines kleinen Bruders. Von draußen hört man, dass der Aufseher ihn als „dead man walking“ bezeichnet (der Begriff wurde in der deutschen Filmfassung mit „Toter Mann kommt“ übersetzt). Joseph fragt sich, worin der Sinn seiner Hinrichtung bestehe. Er glaubt, Helen habe ihn im Stich gelassen. Während er seine Liegestütze wieder aufnimmt, denkt er an das ermordete Mädchen – wenn sie nicht geschrien hätte, hätte er ihr nichts getan. An den Jungen erinnert er sich nicht.
Szene 2. Helens Schlafzimmer
Helen schreckt von einem Albtraum mit den beiden ermordeten Teenagern auf. Rose kommt besorgt in ihr Zimmer. Helen erzählt ihr von ihren Träumen, die sie schon seit Wochen plagen. Die beiden unterhalten sich über die Liebe Gottes und die Bedeutung der Vergebung. Rose meint, Helen müsse Joseph selbst vergeben, um ihm helfen zu können. Nachdem Rose wieder in ihr Zimmer gegangen ist, betet Helen zur Heiligen Jungfrau.
Szene 3. Josephs Zelle am Abend des 4. August
Um 19:00 Uhr vor der Hinrichtung besucht Helen ihren Schützling. Sie stellen fest, dass sie beide Elvis Presley verehren. Joseph gesteht Helen, dass er Angst habe, beharrt aber trotz ihres Drängens noch immer auf seiner Unschuld. Ein Wachmann meldet den Besuch seiner Familie. Helen und Joseph folgen ihm hinaus.
Szene 4. Der Besucherraum
Josephs Mutter und die beiden Halbbrüder warten bereits im Raum, als Joseph und Helen mit zwei Wachleuten eintreten. Die Wanduhr zeigt 19:30 Uhr. Es gibt einen Ventilator und einen Getränkeautomaten. Nach der Begrüßung und allgemeinem Smalltalk geht Helen mit den Brüdern zum Automaten, um Joseph Gelegenheit zu einem Gespräch mit seiner Mutter zu geben. Die Wachen unterhalten sich abseits über die biblische Gerechtigkeit – „Auge um Auge“. Die Mutter glaubt noch immer an Josephs Unschuld. Sie bittet Helen, ein Foto von ihrer Familie zu machen. Bevor Joseph von den Wachen abgeführt wird, verabschiedet sich seine Mutter von ihm. Sie gibt vor, zu lächeln und erinnert ihn an seine fröhliche Kindheit. Anschließend bricht sie in Tränen aus. Helen versichert ihr, dass Gott ihren Sohn wie alle Menschen liebe. Als die Familie den Raum verlassen hat, zweifelt sie selbst an der Zukunft: „Wer wird mich leiten?“
Szene 5. Außerhalb des Totenhauses
Die Zeugen, darunter die Eltern der Opfer, werden auf die Hinrichtung vorbereitet. Als Helen auf sie zu geht, werfen sie ihr vor, keinen Versuch unternommen zu haben, sie zu verstehen oder ihnen zu helfen. Eine Wache fordert alle auf, ihm zu folgen. Owen bleibt mit Helen etwas zurück. Er entschuldigt sich für seine vorigen harschen Worte. Inzwischen habe er mehr Gefühle der Trauer als des Zorns. Seine Ehe ist ebenfalls in die Brüche gegangen. Er akzeptiert Helens Angebot, ihn bald zu besuchen, und folgt den anderen. Helen bleibt zurück.
Szene 6. Josephs Haftraum
Während die Wachen Joseph auf seine Hinrichtung vorbereiten, seine Haare schneiden und ihm eine spezielle Uniform anziehen, machen sie flapsige Bemerkungen.
Szene 7. Das Geständnis
Helen drängt Joseph ein letztes Mal, ihr von der Mordnacht zu erzählen. Zunächst leugnet er weiterhin. Als aber Helen von ihren eigenen Besuchen am Tatort erzählt und Details beschreibt, kommt seine Erinnerung wieder hoch, und er gesteht seine Schuld ein. Helen versichert ihm, dass er dennoch ein Sohn Gottes sei und sie ihn nicht hassen könne. Sie bittet ihn, sie während der Hinrichtung anzuschauen, da sie für ihn das „Angesicht Christi und der Liebe“ sein werde. In diesem Moment kommen der Aufseher und der Gefängnisgeistliche mit Wachen herein. Joseph weist Grenvilles Angebot, gemeinsam ein letztes Gebet zu sprechen, zurück.
Szene 8. Die Hinrichtung
Während die Gruppe zur Todeskammer geht, beginnt Grenville zunächst allein mit dem Gebet, in das bald die Eltern der Opfer, die Wachen und weitere Personen einstimmen. Joseph bittet den Aufseher um Erlaubnis, dass Helen ihn berühren darf. Dieser nickt und ruft kurz darauf aus: „Dead Man Walking!“ Helen trägt den Anfang von Jes 43  vor – „Ich habe dich bei deinem Namen gerufen“. Als die Todeskammer in Sicht kommt, hat Joseph einen Schwächeanfall, so dass ihn die Wachen stützen müssen. Helen und Joseph versichern einander ihre Liebe. Die Wachen führen Helen in den Zuschauerraum. Joseph wird an eine Bahre gefesselt. Durch ein Mikrophon fragt der Aufseher, ob Joseph noch letzte Worte sprechen wolle. Joseph bittet die Eltern der Opfer um Vergebung – er hoffe, sein Tod werde ihnen Erleichterung bringen. Eine Schwester bringt eine Spritze an seinem Arm an und zieht sich zurück. Das Orchester verstummt, so dass nur noch Josephs Herzschlag zu hören ist. Die Hinrichtung selbst läuft automatisch ab. Helen drückt Joseph durch stumme Mundbewegungen ihre Liebe aus. Er versucht zu lächeln, zuckt zusammen und stirbt. Helen singt mit klarer Stimme das Lied vom Anfang: „He will gather us around.“

## Gestaltung

### Orchester
Die Orchesterbesetzung der Oper enthält die folgenden Instrumente:
- Holzbläser: drei Flöten (3. auch Altflöte und Piccolo), zwei Oboen, Englischhorn, zwei Klarinetten in B (2. auch Bassklarinette), drei Fagotte (3. auch Kontrafagott)
- Blechbläser: vier Hörner in F, drei Trompeten in C, zwei Posaunen, Bassposaune
- Harfe
- Klavier
- Pauken, Schlagzeug (zwei Spieler)
- Streicher

Die reduzierte Fassung für kleineres Orchester von Jeffrey W. Richmond und Michael Sakir benötigt diese Instrumente:
- Holzbläser: zwei Flöten (2. auch Altflöte und Piccolo), zwei Oboen (2. auch Englischhorn), zwei Klarinetten in B (2. auch Bassklarinette), zwei Fagotte (2. auch Kontrafagott)
- Blechbläser: zwei Hörner in F, zwei Trompeten in C, Posaune, Bassposaune
- Synthesizer (nur Harfen- und Klavierklänge)
- Schlagzeug (zwei Spieler)
- Streicher

### Musik
Die einzelnen Szenen der Oper gehen trotz der wechselnden Bühnenbilder ohne Pause ineinander über. Das Orchestervorspiel besteht aus einem langsamen fugierten Motiv, das stetig an Intensität gewinnt und im weiteren Verlauf der Oper mehrfach wieder auftaucht. Auch das Lied „He will gather us around“ aus der ersten Szene wird mehrere Male zitiert.
Der Musikstil ist gekennzeichnet durch zahlreiche Arioso-Motive. Außerdem nutzte Heggie Elemente verschiedener amerikanischer Stile wie Gospel oder Blues – vorwiegend, um frühe Erinnerungen der Protagonisten aus der Zeit vor dem Verbrechen darzustellen. Kontrastierend dazu stehen schwankende Harmonien sowie ungewohnte Rhythmen und melodische Wendungen, mit denen Heggie ein unterschwelliges Gefühl der Unruhe hervorruft. In den Arien und Ensemblesätze stellten die Autoren die unterschiedlichen und oft in sich widersprüchlichen Charakterzüge der Personen differenziert dar.
An mindestens drei Stellen integrierte Heggie nicht-musikalische Klänge. Dazu gehört die fünfte Szene des ersten Akts, in der die Öffnungs-Geräusche der Türen vom Orchester aufgenommen werden. Zu den Höhepunkten der Oper zählt die siebte Szene des ersten Akts, in der Josephs Mutter vor dem Begnadigungsausschuss um Gnade für ihren Sohn fleht. Hier ist besonders die gefühlvolle Musik des Orchesters hervorzuheben.
Im zweiten Akt ist Josephs Geständnis in der siebten Szene bemerkenswert durch die durchlaufend pulsierende Musik des Orchesters. Zu Beginn der letzten Szene erklingt erneut das Thema des Vorspiels.

## Werkgeschichte
Dead Man Walking ist die erste Oper Heggies. Sie wurde von der San Francisco Opera in Auftrag gegeben und basiert auf dem Buch Dead Man Walking der US-amerikanischen Ordensschwester Helen Prejean, das 1995 in der Verfilmung Dead Man Walking – Sein letzter Gang große Aufmerksamkeit errungen hatte. Das Libretto der Opernfassung schrieb Terrence McNally. Da er Wert auf die Feststellung legte, dass er einen „frischen Blick“ auf das Buch als Vorlage genommen hatte, änderte er den Namen des Verurteilten Matthew Poncelet in Joseph de Rocher. Außerdem modifizierte er einige Details der Opferfamilien und ergänzte einen Prolog, in dem der Mord selbst gezeigt wurde. Er ließ dem Publikum somit keinen Zweifel an der Schuld des Verurteilten.
Bei der Uraufführung am 7. Oktober 2000 im War Memorial Opera House der San Francisco Opera sangen in den Hauptrollen Susan Graham (Sister Helen Prejean), John Packard (Joseph De Rocher), Frederica von Stade (Mrs. Patrick De Rocher), Theresa Hamm-Smith (Sister Rose), John Ames (George Benton), Jay Hunter Morris (Father Grenville), Nicolle Foland (Kitty Hart), Robert Orth (Owen Hart), Catherine Cook (Jade Boucher) und Gary Rideout (Howard Boucher). Patrick Summers leitete Opernorchester, Opernchor, Mädchenchor und Knabenchor der San Francisco Opera sowie den Golden Gate Boys’ Chorus. Regie führte Joe Mantello, die Bühne stammte von Michael Yeargan, das Lichtdesign von Jennifer Tipton und die Kostüme von Sam Flemming. Aufgrund des großen Erfolgs wurden neun anstelle der ursprünglich geplanten sieben Aufführungen gegeben. Die meisten davon waren ausverkauft.
Dead Man Walking entwickelte sich zu einer der meistgespielten neueren amerikanischen Opern. Sie wurde international bereits von mehr als 70 Opernhäusern aufgeführt (Stand 2024). Außer in vielen amerikanischen Städten gab es Aufführungen in Australien (State Opera of South Australia 2003, Sydney State Theatre 2007), Schweden (Malmö Opera 2006), Deutschland (Semperoper Dresden 2006, Theater Hagen 2007, Mecklenburgisches Staatstheater Schwerin 2014, Theater Bielefeld 2019, Theater Erfurt 2019, Oldenburgisches Staatstheater 2019, Theater Koblenz 2022, Staatstheater Braunschweig 2022, Landestheater Detmold 2024, Schleswig-Holsteinisches Landestheater Flensburg 2025), Österreich (KlangBogen Wien 2007), Irland (Gaiety Theatre Dublin 2007), Dänemark (Det Kongelige Teater Kopenhagen 2009 und 2017), Südafrika (Cape Town Opera 2009), Kanada (Opéra de Montréal 2013), Spanien (Teatro Real Madrid 2018), Großbritannien (Barbican Centre London 2018, Royal Conservatoire of Scotland Glasgow 2019, Welsh National Opera Cardiff 2019), Israel (Israeli Opera Tel Aviv 2019) und Ungarn (Ungarische Staatsoper Budapest 2020).
2001 erschien eine von den sieben amerikanischen Opernhäusern Opera Pacific, Cincinnati Opera, New York City Opera, Austin Lyric Opera, Michigan Opera Theater, Pittsburgh Opera und Baltimore Opera in Auftrag gegebene Neuproduktion, in der Leonard Foglia Regie führte. Die Bühne stammte von Michael McGarty, die Kostüme von Jess Goldstein und das Lichtdesign von Brian Nason.
2008 wurde für eine Produktion der University of Nebraska-Lincoln eine Fassung mit reduzierter Besetzung erstellt, die 2013 noch einmal überarbeitet und seitdem vielfach gespielt wurde.
Im September 2002 überarbeitete Heggie die Originalfassung der Oper für eine Produktion der New York City Opera.
Eine Dokumentation über die Oper mit dem Titel And Then One Night: The Making of Dead Man Walking wurde im Jahr 2002 vorgestellt.

## Aufnahmen
- 7. Oktober 2000 – Patrick Summers (Dirigent), Opernorchester, Opernchor, Mädchenchor und Knabenchor der San Francisco Opera.
 Besetzung der Uraufführung.
 Mitschnitt der Uraufführung aus dem War Memorial Opera House der San Francisco Opera.
 Erato 6024632.[2]
- Januar/Februar 2011 – Patrick Summers (Dirigent), Orchester und Chor der Houston Grand Opera.
 Joyce DiDonato (Sister Helen Prejean), Philip Cutlip (Joseph De Rocher), Frederica von Stade (Mrs. Patrick De Rocher), Measha Brueggergosman (Sister Rose),  Hector Vásquez (George Benton), Beau Gibson (Father Grenville), Cheryl Parrish (Kitty Hart), John Packard (Owen Hart), Susanne Mentzer (Jade Boucher), Jon Kolbet (Howard Boucher).
 Live aus der Houston Grand Opera.
 Virgin Classics 6024632.[1]
- 16./17. Oktober 2015 – David Neely (Dirigent), Jose Maria Condemi (Regie), Steven Kemp (Bühne), Linda Pisano (Kostüme), Patrick Mero (Lichtdesign), Matt Herndon (Choreografie der Kämpfe).
 Rachel K. Evans / Sarah Ballman (Sister Helen Prejean), Reuben Walker / Eric Smedsrud (Joseph De Rocher), Summer Aebker / Kelsea Webb (Mrs. Patrick De Rocher), Tiffany Williams / Leeza Yorke (Sister Rose), Andrew Richardson / Jeremy Gussin (George Benton), Edward Atkinson / Eddie Mony (Father Grenville), Amanda Sesler / Madeline Stern (Kitty Hart), Jonathan Bryan / Jóhann Schram Reed (Owen Hart), Anne Chester / Courtney Jameson (Jade Boucher), Benjamin Rardin / Gregory McClelland (Howard Boucher).
 Video; Produktion der Jacobs School of Music; live aus dem Operntheater der Indiana University Bloomington.
 Internet-Stream.[9][10]
- 21. Oktober 2023 – Yannick Nézet-Séguin (Dirigent), Orchester und Chor der Metropolitan Opera.
 Joyce DiDonato (Sister Helen Prejean), Ryan McKinny (Joseph De Rocher), Susan Graham (Mrs. Patrick De Rocher), Latonia Moore (Sister Rose), Raymond Aceto (George Benton), Chad Shelton (Father Grenville), Wendy Bryn Harmer (Kitty Hart), Rod Gilfry (Owen Hart), Chauncey Packer (Howard Boucher).
 Live aus der Metropolitan Opera New York.
 Radioübertragung auf WDR 3.[11]